# Helgufoss

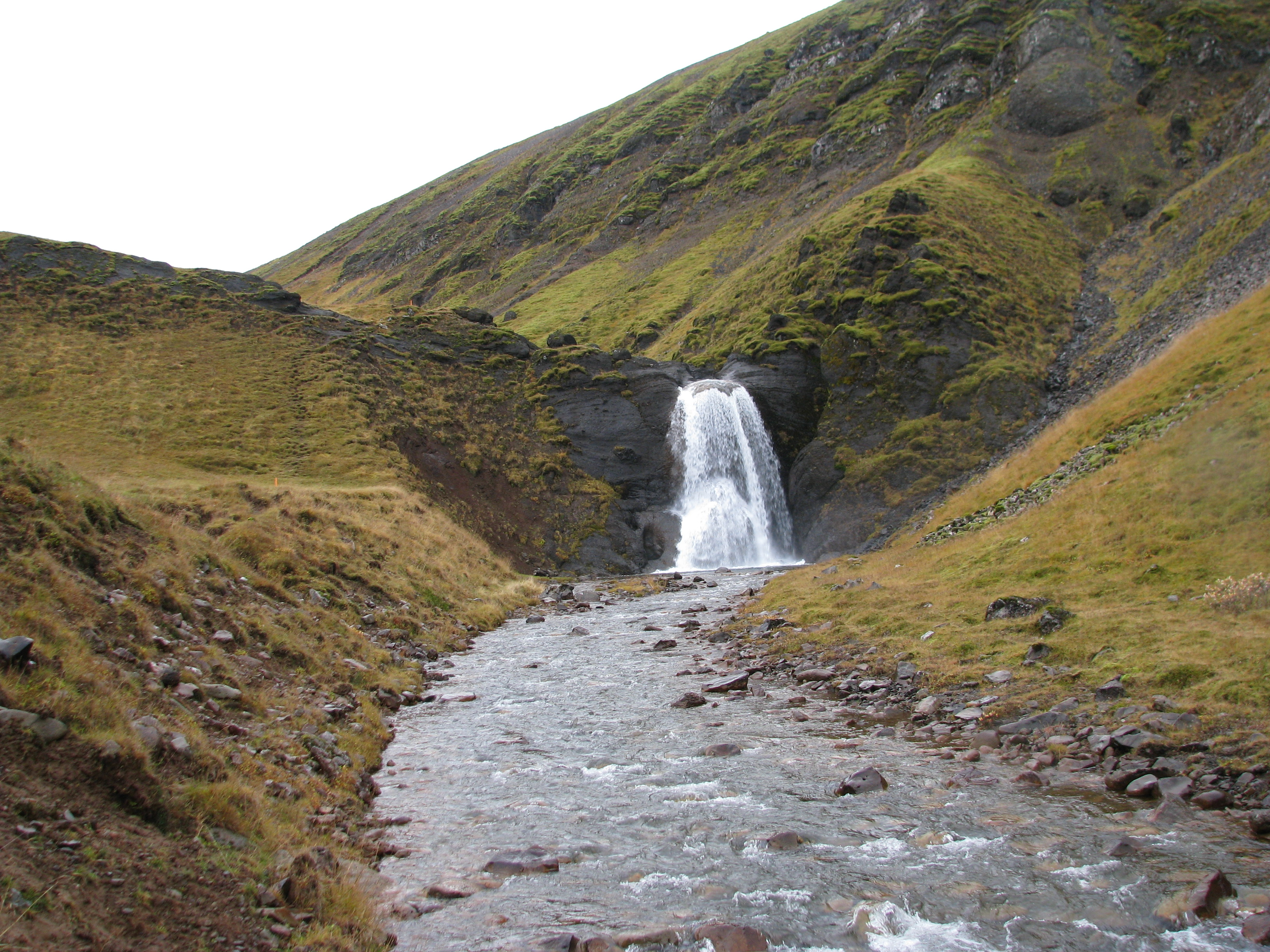
De Helgufoss.

De Helgufossis een waterval in het zuidwesten IJsland, niet ver van haar hoofdstad Reykjavík. De waterval ligt in de Kaldakvísl, een van de drie riviertjes die door Mosfellsbær lopen. Dit riviertje loopt ten zuiden van de weg tussen Mosfellsbær en Þingvellir. Vanaf deze weg is het ongeveer 20 minuten naar de waterval wandelen. Een eindje stroomafwaarts ligt de Tungufoss.